# Arachnophaga aureicorpus
Arachnophaga aureicorpus is een vliesvleugelig insect uit de familie Eupelmidae. De wetenschappelijke naam is voor het eerst geldig gepubliceerd in 1916 door Girault.